# فدریکو اچاوه
فدریکو اچاوه (اسپانیایی: Federico Echave‎؛ زادهٔ ۲۰ ژوئیهٔ ۱۹۶۰) دوچرخه‌سوار اهل اسپانیا است. وی در مسابقات تور دو فرانس شرکت کرده است.